# جری هاردین
جری هاردین (انگلیسی: Jerry Hardin؛ زادهٔ ۲۰ نوامبر ۱۹۲۹) یک هنرپیشه اهل ایالات متحده آمریکا است. وی بین سال‌های ۱۹۵۸ تا ۲۰۰۹ میلادی فعالیت می‌کرد.
از فیلم‌ها یا برنامه‌های تلویزیونی که وی در آن نقش داشته‌است می‌توان به گمشده، ارتفاعات آرام اشاره کرد.